# Paul Cretzoiu
Paul Cretzoiu (n. 25 decembrie 1909, București – d. 16 ianuarie 1946, București) a fost un botanist, briolog, micolog, lichenolog și  pteridolog român cu specializarea pentru briofite, lichenofite, pteridofite și spermatofite. Abrevierea numelui său în cărțile științifice este Cretz..

## Biografie

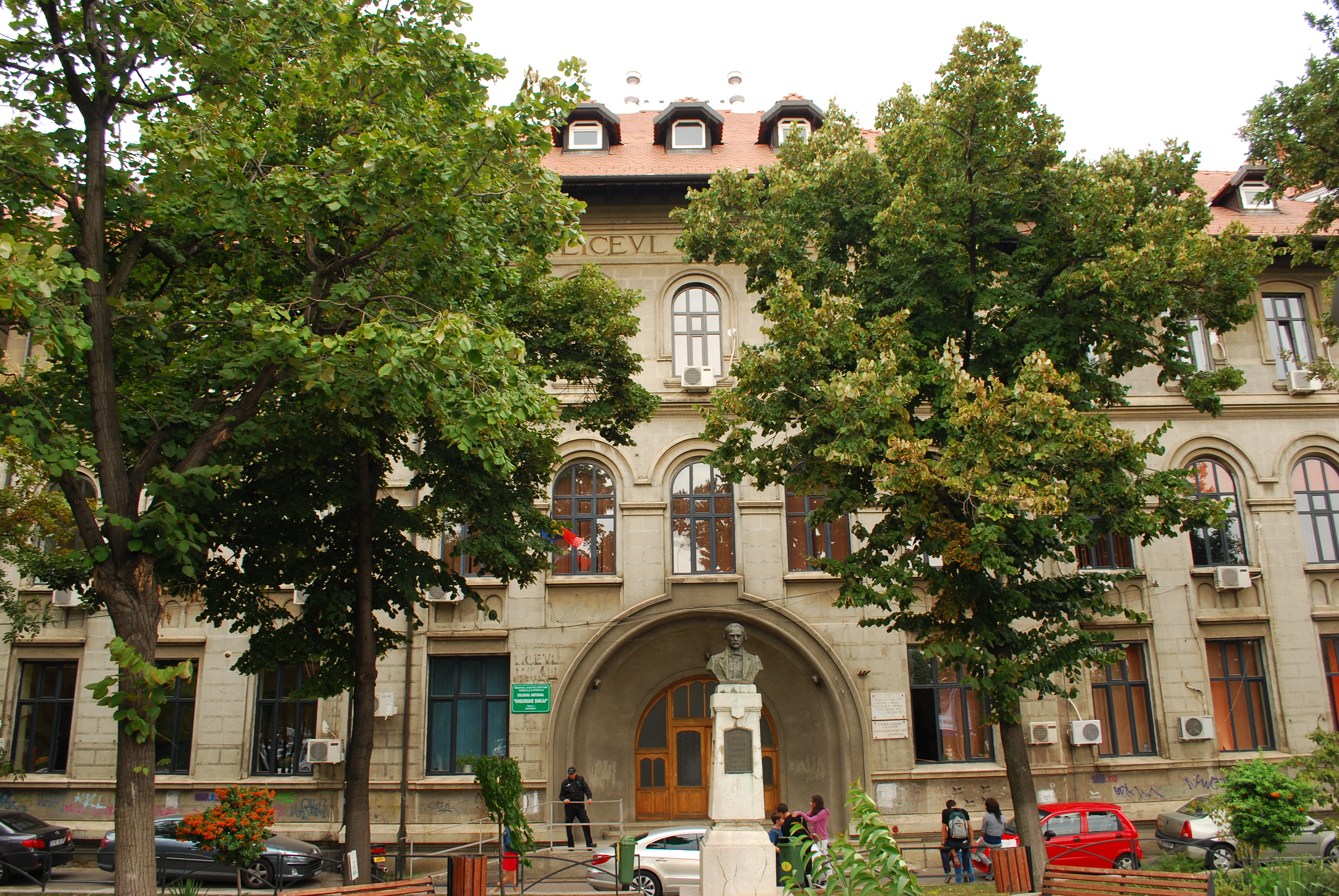
Colegiul Național „Gheorghe Șincai”

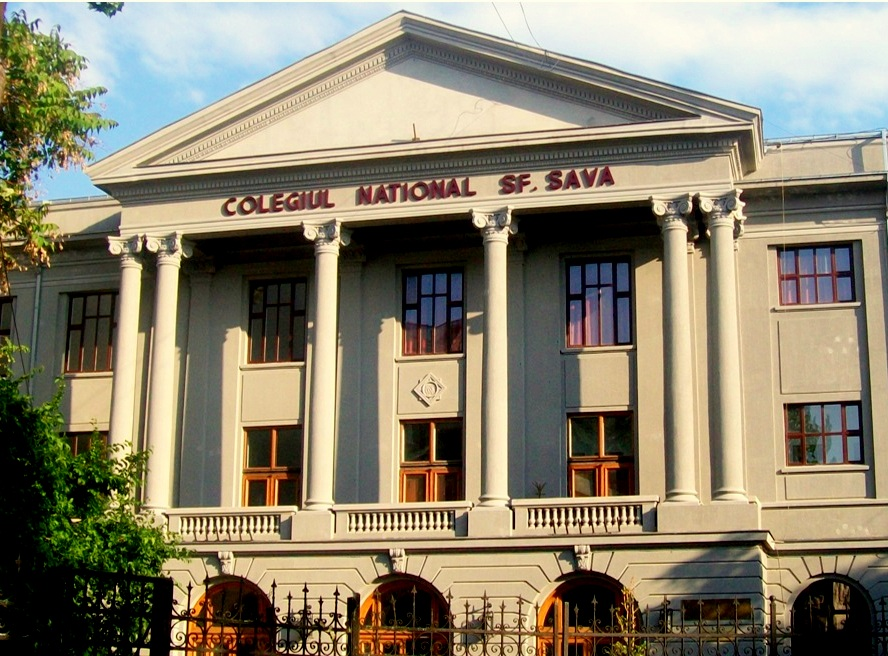
Colegiul național „Sfântul Sava”

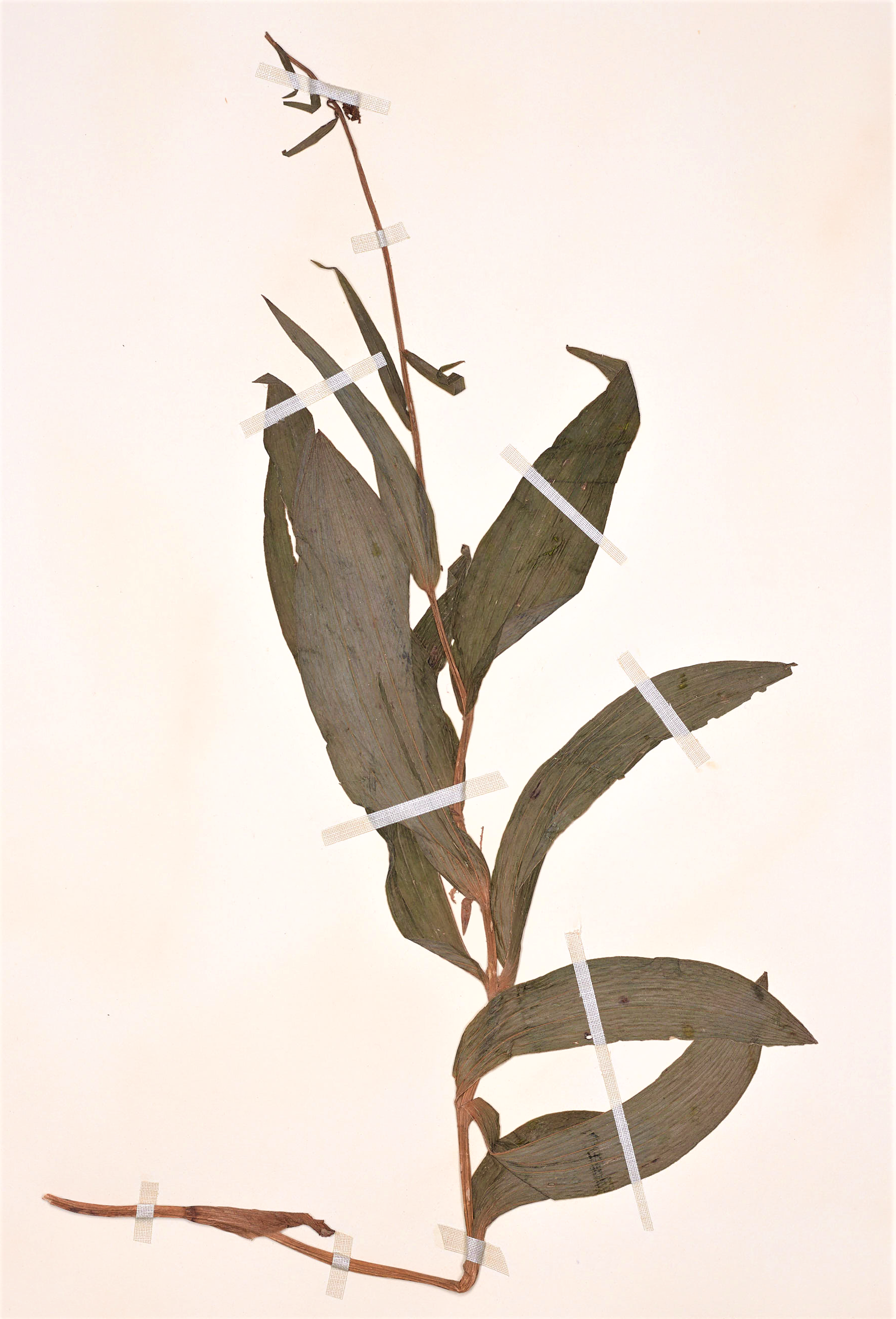
Cretz.: Epipactis helleborine

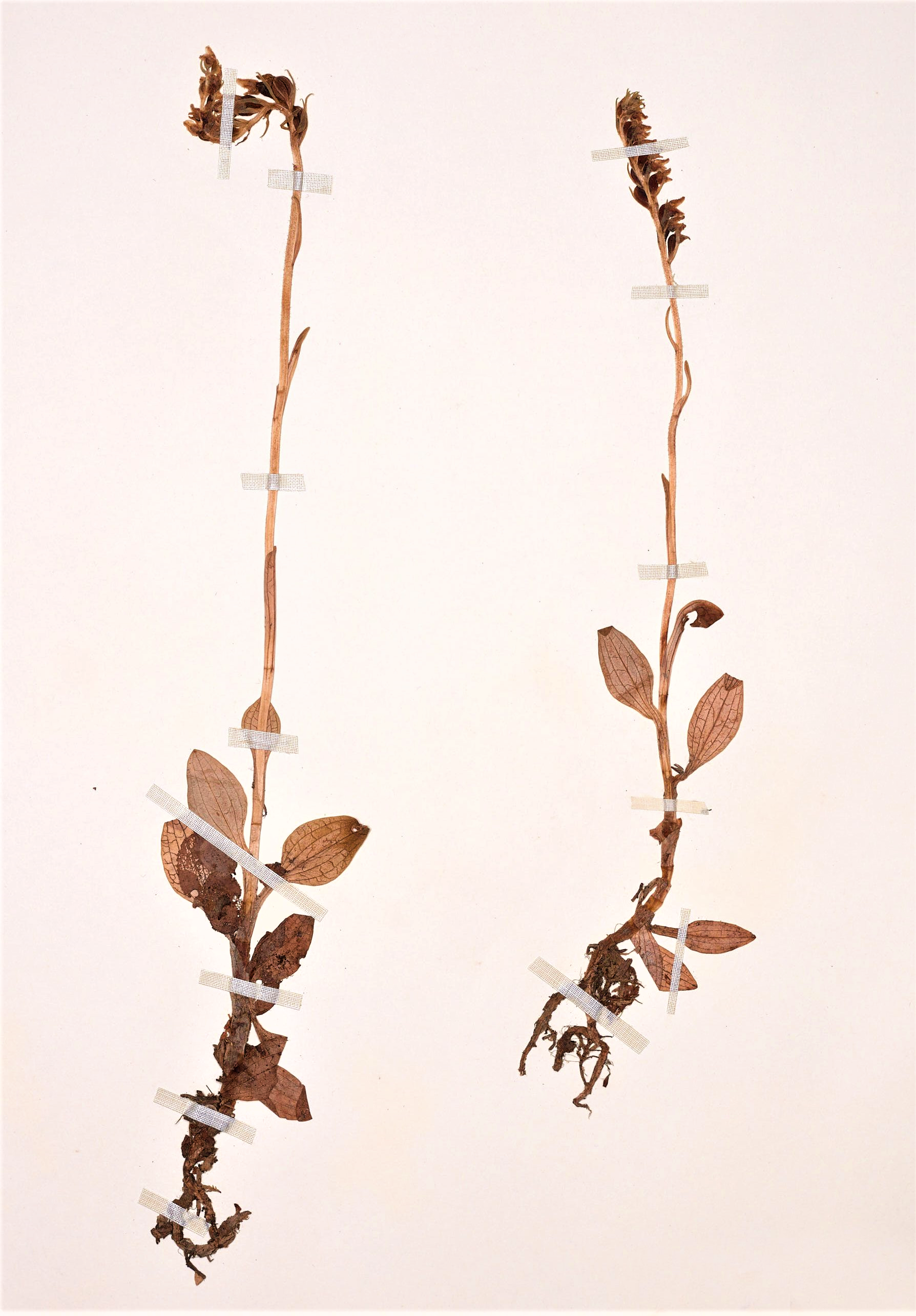
Cretz.: Goodyera repens

Paul a fost al șaselea copil al inginerului Alexandru Cretzoiu. A făcut studiile primare în București. Tot aici a urmat și cursul gimnazial la liceele Gheorghe  Șincai și apoi la Colegiul Național „Sfântul Sava” din București. Lipsa de mijloace i-a pus stavilă continuării oficiale, dar nu l-au împiedicat să devină un bun specialist în botanică.
În 1926, a intrat practicant la reprezentanța uzinelor de  produse chimice și farmaceutice „Chinoin“ din Viena, unde a avut și rolul de a observa care sunt efectele practice ale aplicării produselor firmei în combaterea bolilor la plante. După ce a părăsit acest post în 1930, a fost angajat drept conservator-preparator la Herbarul Laboratorului de Botanică al Facultății de Silvicultură din București,  funcție pe care a deținut-o până în 1941. În acest an și-a întrerupt  activitatea profesională, pentru a cerceta Orientul, Persia, China și Tibetul,  punând la cale împreună cu câțiva prieteni o expediție.  Prima țintă ar fi fost oprirea la Bagdad. 
Dar expediția nu s-a putut face, din cauză că nu i s-a acordat viza, neavând situația militară clarificată sau, probabil, pentru că a vrut să meargă spre Orient. Scopul ar fi fost să se adună material de animale marine, mai ales din cele ușor conservabile și să erborizeze plante, toate etichetate spre a putea fi apoi valorificate ca material științific documentar. Neputând pleca în grup, nu a renunțat la idee, ci a plecat singur, fără  pașaport, până la Istanbul. Aici, fiind descoperit, a fost constrâns să se întoarcă în Bulgaria pe unde trecuse în Turcia. În Bulgaria, ca să scape probabil de urmările trecerii frauduloase a frontierei, a intrat frate la mănăstirea Rila pentru scurt timp. În timpul  șederii în Bulgaria a fost angajat apoi la „Institutul Botanic al Facultății Agronomice din Sofia”, la profesorul Nicolai Andreev Stoianov (1883-1968), unde a lucrat la aranjarea herbarului criptogamic (1934-1935). Cu această ocazie a strâns material și însemnări pentru unele note și articole asupra florei Peninsulei Balcanice, publicate mai târziu la reîntoarcerea în țară. Tot în acest timp a mai făcut o escapadă, trecând în Crimeea la Simferopol, de unde, de asemenea a fost constrâns să se reîntoarcă, neîndeplinind formele necesare.
Revenit în România și-a reluat postul la Politehnica din București, activând de asemenea ca preparator la   I.C.E.F. (Institutul de Cercetări și Experimentație Forestieră). În calitate de conservator al herbarului politehnicii, i-au trecut prin mână, determinând, revizuind  sau introducând vreo 10.000 de coli de herbar. O parte din acest material a fost recoltat de el în diferite excursii. La plecarea lui, herbarul de plante angiosperme ajunseseră la peste 30.500 de coli de herbar. Alături de aceasta, a mai organizat un herbar de licheni care a cuprins câteva mii de coli. După cât se știe, acesta a fost cel mai complet din țară în categoria aceasta, alături de cel din Cluj.
La 1 noiembrie 1941, a demisionat din ambele funcții în institutele științifice și a trecut la o fabrică de conserve alimentare la Arad în calitate de director tehnic, un serviciu ce l-a deținut până la 29 februarie 1943. În acest timp n-a părăsit preocupările botanice, ci din contră, a adunat material de plante din jurul Aradului, iar câtva timp detașat, fiind la Cernăuți, a făcut și aici același lucru. Se pare că și trecerea în acest post l-a întreprins mai ales spre a-și putea desăvârși studiile botanice. Când a intrat la fabrica de conserve de la Arad, a urmărit să se detașeze cu postul la Viena, la o filială existentă acolo. Aici a vrut să-și adâncească studiile botanice și să-și ia diploma de doctor în specialitatea pe care o îndrăgișe. A început corespondența de înscriere la doctorat la secția liberă a Universității din Viena. După  mărturisirea lui, a fost primit. Plecarea din țară însă nu i s-a admis din cauza stării de război (1941). Dezamăgit, a reziliat contractul cu fabrica din Arad și a lucrat apoi câtva timp la „Chiroptica”, în București, pentru a reintra la I.C.E.F. în februarie 1945, angajat cu contract pe timp de 5 ani cu titlul de conservator al herbarului, în rang de șef de lucrări cu o gradație.
Din  nenorocire, debilității organice i s-a suprapus o congestie pulmonară. Starea sănătății lui  neameliorându-se,  a fost internat în spital.  În urma șederii îndelungate și a unor operații suferite, a încetat din viață mult prea devreme, la vârsta de doar 36 de ani.
Poate modestia sau un sentiment de jenă l-ar fi împiedecat pe talentatul Paul Cretzoiu la început  să-și arate meritele. Mai  târziu, când începuse a fi cunoscut între specialiști și apreciat, n-a făcut-o probabil dintr-un sentiment de mândrie de cercetător și om de știință. În tot cazul avea încrederea în propria sa muncă și conștiința valorii ei.

## Activitatea publicistică
Activitatea  publicistică a început-o Paul Cretzoiu deja în 1919, la vârsta de 20 de ani. S-a ocupat mai întâi cu probleme de popularizare din domeniul vegetal. Mare parte din aceste articole au apărut în „Ziarul  Științei și al Călătoriilor“, devenit apoi „Ziarul  Științelor“, la care a continuat să colaboreze până la sfârșitul vieții. Trecând la problemele de cercetare științifică, a publicat  în „Revista Pădurilor“ și „Anuarul  I.C.E.F.“ numeroase note și articole cu caracter floristic, sistematic sau geobotanic. A studiat mai ales aria geografică generală și  repartiția în  România a speciilor lemnoase, sau a semnalat prezența unor stațiuni noi. Astfel s-a ocupat de Pinus cembra (zâmbru), Daphne blagayana, Fraxinus holotricha, Fagus orientalis, Pinus elaea-grifolia, Quercus pedunculiflora, Quercus grupa sesililor,  hibrizi etc. Diferite contribuțiuni floristice sau note critice privind flora pădurilor din Câmpia Română, Valea Cernei, Munții Bucegi, Piatra Craiului, Dobrogea, le-a publicat în revistele din țară sau din străinătate, mai ales în Fedde: Repertorium din Berlin. Genului de plante Cystopus de orhidee din Asia de Sud și  Arhipelagul malaez i-a schimbat, împreună cu olandezul bur Johannes Jacobus Smith (1883-1949), numele în Pristiglottis, pe baza cercetării materialului din herbarele Muzeelor din Leiden (Olanda) și Buitenzorg (Iava). A prelucrat materialul din familia Burseraceae din regiunea malaeză, care i-a fost trimisă din partea Muzeului Botanic din Viena și a Grădinii Botanice din Calcutta, cel de Papaver sect. Scapiflora din Muzeul de Istorie Naturală de la Budapesta, Viena și Leningrad, precum și o colecție  de licheni din herbarul Departamentului Agriculturii din Pretoria și o altă colecție de licheni din Caucaz. Problema răspândirii geografice l-a preocupat în mare măsură determinându-l să se ocupe mai amănunțit de aria generală a unor specii de licheni și de angiosperme. Îndeosebi s-a ocupat de Dianthus caryophyllum (garoafă), Rhododendron ponticum și de Papaver pyrenaicum, publicând rezultatele însoțite de hărți în jurnalul botanic „Die Pflanzenareale“ de la Jena, apărut sub direcția lui Ludwig Die1s (1874-1945) și  Gunnar Samuelsson (1885-1944).
Începând din 1932, împreună cu M. Badea și J. Neuwirth a publicat revista Acta pro Fauna et Flora Universali, din care au apărut până în 1940, trei volume, al treilea neterminat, însemnând toate un număr de aproximativ 220 pagini, însoțite de planșe, hărți și fotografii.  La  această revistă  au  colaborat  și lichenologi din  diverse  țări: Vilmos Kőfaragó-Gyelnik  (Budapesta), Oscar Klement (Komotau), Hsen-Hsu Hu (Peking), Eriksen (Hamburg), Jirži Nádvornik Cehoslovacia), Veli Räsänen (Finlanda), Smith (Oegstgeest, Olanda) și alții. In această revistă a publicat și schelele exsicației lichenologice Lichenes Romaniae Exsiccati, din  care au apărut 13 decade.
Mai departe a preparat exsicații pentru ierbarele mai multor institute prestigioase, astfel pentru Senckenberg Museum für Naturkunde, Universitatea din Uppsala sau Universitatea din Wisconsin. La București a existat Herbarium Paul Cretzoiu, unele exemplare fiind păstrate la Harvard University Herbaria în prezent (2020).
Ca lichenolog a căutat să strângă tot ce s-a publicat despre lichenii din România, revizuind și materialele ierbarelor din țară, într-o lucrare monografică completă. Din această operă au  apărut  trei părți: 
- 1. „Flora lichenilor folioși și fruticuloși, epidendri și epixili din România” (1941), cuprinzând aproximativ 140 specii;
- 2. „Conspectul lichenilor pirenocarpi din România“, cuprinzând 190 specii;
- 3. „Conspectul lichenilor gimnocarpi din România“ cuprinzând 419 specii.

În  total, în aceste lucrări monografice sunt adunate peste 700 specii de licheni. Din păcate această lucrare de temelie a rămas neterminată din cauza morții sale timpurii. Ca recenzent a fost singurul român pentru revistele bibliografice Botanisches Centralblatt din Jena și Biological  Abstracts din Philadelphia (SUA), atât pentru literatura botanică română cât și pentru a unora din țările vecine.

## Specii descrise de Cretzoiu (selecție)
- A denumit, împreună cu Johannes Jacobus Smith genul de plante Pristiglottis din familia Orchidaceae, cunoscut și sub denumirea Odontochilus.[7]
- Adactylus ellipticus (J.J.Sm.) Cretz.[8]
- Avenastrum tentoense (Honda) Cretz[9]
- Ligularia pavlovii (Lipsch.) Cretz. (1941)[10]

## Selecție de plante conservate în „Herbarium Paul Cretzoiu” din București între 1928 și 1940 cu imagini
| - - Cephalanthera damasonium (Miller) Druce (colectat: 1940) - Cephalanthera rubra (L.) Richard, 1817 (colectat: 1940) - Epipactis atropurpurea Rafinesque (colectat: 1930) - Epipactis helleborine – 1, (L.) Crantz (colectat: 1936) - Epipactis helleborine – 2, (L.) Crantz (colectat: 1937) - Epipactis palustris (L.) Crantz (colectat: 1940) - Epipactis sp. Zinn 1757 (colectat: 1937) - Goodyera repens – 2, (L.) R.Brown (colectat: 1937) - Goodyera repens – 3, (L.) R.Brown (colectat: 1938) - Goodyera repens – 1, (L.) R.Brown (colectat: 1933) - Gymnadenia sp. R.Brown 1773 (colectat: 1937) | - - Listera cordata (L.) R.Brown (colectat: 1931) - Listera ovata (L.) R.Brown (colectat: 1929) - Neottia nidus-avis (L.) Richard (colectat: 1928) - Nigritella nigra (L.) Rchb.F. (colectat: 1932) - Orchis mascula (L.) L. (colectat: 1930) - Orchis morio L. (colectat: 1940) - Orchis purpurea Hudson (colectat: 1940) - Orchis ustulata L., 1753 (colectat: 1928) - Platanthera bifolia (L.) Richard, 1817 (colectat: 1928) - Xylographa abietina (Pers.) Zahlbruckner (colectat: 1935) - Xylographa parallela (Acharius) (Fr.) Fr. (colectat: 1935) |

## Denumiri în onoarea lui Paul  Cretzoiu
- În 1937, botanistul ceh Jirži Nádvornik a călătorit împreună cu Paul Cretzoiu și a publicat mai târziu două studii despre familia Caliciceae, unde l-a onorat cu denumirea speciei Calicium cretzoii după el.[11]
- Tot în 1937, botanistul și lichenologul francez Maurice Bouly de Lesdain (1869-1965), a denumit specia Toninia cretzoiui din familia Ramalinaceae în onoarea lui.[12][13]

## Publicații (selecție)
Savantul a scris 62 de lucrări, apărute în 78 de publicații între altele:
- Materiale noi pentru flora României, în: Publicațiile Asociației Excursioniștilor Români, Secția Științe, vol. I, București 1929
- Contribuții la flora lichenologică a județului Brașov și Târnava Mare, în: Buletinul Grădinii Botanice și Muzeului Botanic al Universității Cluj, vol. 10, Cluj 1930, p. 205-209
- Lichenii din regiunea Munților Bucegi, partea I, în: Revista Pădurilor, nr. 12, București 1930, p. 1243-1255
- Lichenii din regiunea Munților Bucegi, partea II, în: Revista Pădurilor, nr. 43, București 1931, p. 403-413
- Die bisher aus der Dobrogea bekannt gewordenen Lecanoraceen, 1930 și 1935
- Contribuții la flora lichenologică a României, în: Buletinul Societății Studenților în Științe Saturate din București, anul II, 1931, p. 107-114
- Literatura lichenologică asupra României din 1929 până în 1933, 1933
- Date noi pentru flora lichenologică a României 1933  în: Publicațiuni Referitoare la Flora Lichenologica a României, vol. 1, București 1933
- Tabele pentru determinarea speciilor de Usneaceae ce sunt cunoscute până̆ acum din România, în: Buletinul Societății Studenților în Științe Saturate din București, anul IV, București 1933, p. 107
- Neue Beiträge zur Flechtenflora von Rumänien, în: Feddes Repertorium specierum novarum regni vegetabilis, vol. 31, Berlin 1933, 12 p.
- Catalogul lichenilor cunoscuți până acum din Dobrogea, , în: Buletinul Societății Studenților în Științe Saturate din București, București 1934-1936
- Stațiuni de conifere în Munții Ciucașului, 1935
- Date noi pentru flora lichenologică a României 1933, în: Publicațiuni Referitoare la Flora Lichenologica a României, vol. 2, București 1935 p. 1-4
- Notă despre Lichenii de la Capul Caliacra, în: Revista Științifică V. Adamachi, vol. XX!, Iași 1935, p. 123
- Notă asupra câtorva plante din pădurile județului Durostor, în: Revista Pădurilor, București 1935 (împreună cu Jan Neuwirth)
- Schiță a vegetației lichenologice a zonei alpine din Munții Bârsei, în: Revista Științifică V. Adamachi, vol. XXI, nr.1, Iași 1935, p. 1-35
- Stațiuni interesante de licheni din România, în: Revista Științifică V. Adamachi, vol. XXI, nr. 4, Iași 1935, p. 206-207
- Contributions à la flore lichenologique de la Valachie et de la Transsylvanie, în: Annales scientifiques de l'Université de Iassy, vol. 20, nr. 1-4, Iași 1935, p. 435-438
- Über die geographische Verbreitung einiger Usneaceae aus Rumänien, în: Revue Bryologique et Lichénologique, vol. 8, Paris 1935, p. 227-228
- Date noi pentru flora lichenologică a României, - Publicație referitoare la Flora lichenologică a României 2, București 1935
- Lichenii din Transilvania și Banat în: Szalata - Lichenes Hungariae, Publicație referitoare la Flora lichenologică a României 3, București, 1935
- Stațiuni de Pinus cembra din abruptul prahovean al Bucegilor, în: Revista Pădurilor nr. 12, București 1935 (împreună cu Alexandru Beldie)
- Zur Flechtenflora von Bulgarien, în: Revue Bryologique et Lichénologique, vol. 9, Paris 1936, p. 176-193
- Die Pallis'sche Esche in Rumänien und auf der Balkanhalbinsel, 1936
- Distribuția geografică a speciilor Acarospora Mass. din România, în: Revista Științifică V. Adamachi, vol. XXII, Iași 1936, p. 158-161
- Lichenes Romaniae Exsiccati, a Laboratorio Botanico Scholae Polytechnicae Bucuresti Editae, (abreviațiune: Lich. Roman. Exsicc.), 10 decade: dec. I, 1-10, 1936; dec. II, 11-20, 1937; dec. III, 21-30, 1937; dec. IV, 31-40, 1937; dec. V,  41-50, 1937; dec. VI, 51-60, 1938; dec. VII, 61-70, 1938; dec. VIII, 71-80, 1939; dec. IX, 81-90, 1940; dec. X, 91-100, 1940 sau 1941.[16]
- Publicațiuni referitoare la flora lichenologică a României,  București 1936
- Quelques lichens intéressants de Roumanie I, în: Revue Bryologique et Lichenologique, vol. 9, Paris 1936, p. 39-142
- Quelques lichens intéressants de Roumanie II, în: Revue Bryologique et Lichenologique, vol. 10, Paris 1937, p. 19-29
- Notă despre lichenii din Delta Dunării, în: Revista Științifică V. Adamachi, vol. XXIII, nr. 3, Iași 1937, p. 145 pp. (împreună cu M. Badea)
- Buelliaceae novae, - Acta pro fauna et flora universali, seria II, în:Botanica, vol. 2, București 1938, p. 17-20
- Licheni colectați de E. I. Nyárády, în: Buletinul Grădinii Botanice și Muzeului Botanic al Universității Cluj, vol. 19, nr. 3-4, Cluj 1939, p. 104-108
- Lichenii din Herbarul Al. Borza, colectați de J. Barth, în: Buletinul Grădinii Botanice și Muzeului Botanic al Universității Cluj, vol. 19, nr. 3-4, Cluj 1939, p. 122-125
- Lecidea concava Müll.-Arg. und Psora concava B. de Lesd., în: Buletinul Grădinii Botanice și Muzeului Botanic al Universității Cluj, vol. 19, nr. 3-4, Cluj 1939, p. 153
- Neue Flechten aus Rumänien, în: Mitteilungen der Arbeitsgemeinschaft für Naturwissenschaften Sibiu-Hermannstadt, nr. 89-90, Sibiu 1939-1940, p. 241-246[17]
- Neue Flechten aus Rumänien: Die Flechte Lobaria amplissima (Scop.) Forss. im Ciucaș-Gebirge (Süd-Karpaten), în: Verhandlungen und Mitteilungen des Siebenbürgischen Vereins für Naturwissenschaften zu Hermannstadt, nr. 89-90, Sibiu 1939-1940, p. 247-249
- Contribuțiuni lichenologice din Herbarul Muzeului Botanic at Universității din Cluj I, în: Buletinul Grădinii Botanice și Muzeului Botanic al Universității Cluj, vol. 20, Timișoara 1940, p. 97-126
- Einige neue Flechten aus Rumänien, în: Comptes rendus des séances de l'Academie des Sciences de Roumanie București, vol. 4, nr. 5-6, București 1940, p. 386-389
- Bemerkungen zur Lichenes Roumaniae Exsiccati 1-100 - Acta pro fauna et flora universali, seria II, vol. 3, în: Botanica București 1940, p. 8-11
- Contribuțiuni lichenologice din Herbarul Muzeului Botanic at Universității din Cluj II, în: Buletinul Grădinii Botanice și Muzeului Botanic al Universității Cluj, vol. 21, Timișoara 1941, p. 1-11
- Flora lichenilor folioși și fruticuloși epidendri și epixili din România, în: Referate și comunicări, vol. 47, Ministerul Agriculturii, Institutul de Cercetări și Experimentație Forestieră, Editura Monitorul Oficial și Imprimeriile Statului Imprimeria Națională, București 1941, 92 p.
- Conspectul lichenilor pyrenocarpi din România, în: Analele I.C.E.F., seria I, vol. 8, Ministerul Agriculturii, Institutul de Cercetări și Experimentație Forestieră, Editura Monitorul Oficial și Imprimeriile Statului Imprimeria Națională, București 1942 (dăinuită doar incomplet la librăria muzeului din Stockholm ca copie)
- Neue Beiträge zur Flechtenflora von Rumänien, în: Feddes Repertorium specierum novarum regni vegetabilis, vol. 51, Berlin 1942, 10 p
- Die bisher aus der Dobrogea bekannt gewordenen Lecanoraceen, în: Sonderdruck aus den Mitteilungen der Technischen Hochschule Bukarest, vol. 13, nr. 1-2, București 1942, p. 84-90.
- Die Fundorte der bisher aus Rumänien bekanntgewordenen Arten der Gattung Usnea Wigg., în: Buletinul Politehnicii din București, vol. 13, nr. 3-4, București 1943, p. 400-411
- Conspectul lichenilor gymnocarpi din România, în: Analele I.C.E.F., Seria I partea II, vol. 9, Ministerul Agriculturii, Institutul de Cercetări și Experimentație Forestieră, Editura Monitorul Oficial și Imprimeriile Statului Imprimeria Națională, București 1943
- Dendriscocaulon umhausense, un lichen nou pentru flora României, în: Buletinul Grădinii Botanice și Muzeului Botanic al Universității Cluj, vol. 15, nr. 1-2, Timișoara 1945, p. 119-121